# Лигурский язык (древний)
Лигурский язык — реконструируемый на основании топонимов язык, на котором говорило в доримскую эпоху население северо-западной Италии и юго-восточной Франции, известное как лигуры.

## Кельтская гипотеза
По мнению Ксавье Деламарра, лигурский язык был кельтским. Его гипотеза основана на двух доводах. Во-первых, он возводит лигурский топоним Genua (современная Генуя) к протоиндоевропейскому корню *ĝenu-, «подбородок (кость)», поскольку Генуя находилась в устье реки. Название устья восходит к слову «уста», «рот» во многих индоевропейских языках, однако только в кельтских это значение имеет корень *ĝenu-. Наряду с Генуей, название которой он считает лигурийским (Delamarre 2003, p. 177), Деламарр относит к тому же корню название города Genava (современная Женева), которое, по его мнению, могло быть галльским. С другой стороны, названия Генуи и Женевы могут восходить к другому индоевропейскому корню *ĝenu-, означающему «колено» (об этом корне пишет Юлиус Покорный, Pokorny, IEW).
Второй аргумент Деламарра опирается на фрагмент из Плутарха («Марий» 10, 5-6), указывавшего, что во время битвы при Аквах Секстиевых в 102 г. до н. э. (во время кимврских войн) амброны (которые могли быть кельтским племенем) начали выкрикивать свой боевой клич «Ambrones!»; услышав его, лигурийские войска, воевавшие на стороне римлян,  обнаружили, что он похож на старинное название их страны, и также стали кричать «Ambrones!».
Вопрос о лигурийско-кельтских связях также рассматривал Барруоль (Barruol, 1999).
Не упоминая имени Деламарра, его точку зрения повторяет Британская энциклопедия.

## Гипотеза о доиндоевропейском субстрате
Ещё в конце XIX века возникла гипотеза о доиндоевропейском языке лигуров, ранее распространённом не только на территории древней Лигурии, но и на более широкой территории — среди народов-потомков культуры кардиальной керамики.
В 1889 и 1894 гг. Жубэнвиль выдвинул гипотезу о доиндоевропейском субстратном языке, распространённом в доримский период на Корсике, Сардинии, в восточной Испании, южной Франции и Западной Италии на основании анализа группы топонимов, имеющих характерные суффиксы -asco, -asca, -usco, -osco, -osca или их модификации.
Ряд известных лингвистов того времени (Пауль Кречмер, Юлиус Покорный) развили далее концепцию субстрата. Они отождествили область распространения топонимов, отмеченных Жубэнвилем, с областью распространения более древней культуры кардиальной керамики. На Корсике в некоторых поселениях, связанных с данной культурой и её потомками, наблюдается преемственность вплоть до железного века.
Список Жубэнвиля топонимов на Корсике включает следующие (к северу от реки Тавиньяно): Венцоласка, село Грилласка в Ольмето, Фечаско и Пручинаска в Барбаджо, Мартинаске в Нонца, Чипронаско в Сиско, Паласка, Рюиссо-де-Бартаска в Кальви, Пополаска, деревня Капошаска в Пьянелло, Бараньяске в Кастелло-ли-Ростино, Вельфласка в Дзалане. К югу от Тавиньяно: гора Эчиласка около Пьетрозо, гора Филаска около Коррано, деревня Соласка в Пери, Фьюммаска в Розации, Ачелласка в Пьетроселле, Мораски в Боконьяно, Бодичьяске в Кауро.
Суффиксы -asco отсутствуют в Сартене, однако Жубэнвиль обнаружил в этих местах другой набор: -inco, -inca, например, залив Валинко, пик Ставолинка, в Бастии — река Бевинко и гора Ревинко; область Корте: Рюиссо-де-Санинко; область Аяччо: деревня Капинка в Карбучче. Поселение с аналогичным суффиксом упоминается у Птолемея: Асинкон (Осинкум). Кроме того, здесь встречаются суффиксы -aco, -aca, возможно происходящие от -asco: Карджака, пик Вьяка, Уртака, гора Фарака, Тавако, Венако.
Суффиксы, выделенные Жубэнвилем, имеют сходство с сиканскими.
Итальянский гидронимист Франческо Каччафоко высказал гипотезу, что древнелигурский топонимический тип Alba- и древнеевропейский Albis- восходят на самом деле не к пра-и.е. *albho- «белый», как традиционно считалось, а к субстратному доиндоевропейскому *Hal-bh- «вода», который является когнатом шум. ḫalbia «течение, колодец, водопой».

## Сообщения древних авторов
Сенека, который в 41 — 49 гг. н. э. жил в ссылке на Корсике, был знаком с нравами и обычаями обитавших на острове лигуров и иберов. По мнению Сенеки, прибрежные корсиканцы были лигурами, а жители центральной части — иберами, как и кантабры. Поскольку языки иберов и лигуров в его время ещё могли быть разговорными, а сам Сенека был родом из Иберии, его мнение заслуживает внимания.
Следующий фрагмент Страбона также свидетельствует о том, что лигуры отличались от кельтов: «Что касается Альп… Многие племена населяют эти горы, все кельтские, за исключением лигуров; но хотя эти лигуры принадлежат к иному племени, они всё же сходны с кельтами своим образом жизни».
Геродот (5.9) писал, что сигинны (название народа, живущего на Дунае) означает «мелкие торговцы» на языке лигуров, живущих близ Массилии.